# Papersave
Papersave ist ein vom Zentrum für Bucherhaltung GmbH verwendetes Verfahren zur Massenentsäuerung von Papier auf der Grundlage des Battelle-Systems.
Säuren, die herstellungsbedingt oder durch Umwelteinflüsse in das Papier gelangt sind, bauen die Zellulose ab, die für die mechanische Festigkeit des Papiers verantwortlich ist. Infolge dieses Säurefraßes wird das Papier brüchig und spröde. Dieses Altern ist autokatalytisch, d. h., es beschleunigt sich selbst.

## Anwendung

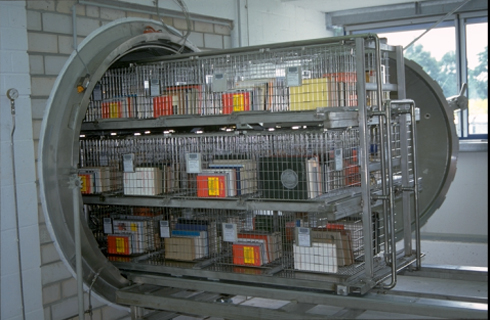
Massenentsäuerungsanlage

Das Verfahren besteht aus drei Schritten.
- Zunächst wird das Schriftgut schonend vorgetrocknet. Dabei wird der natürliche Wassergehalt des Papiers von ca. 5–7 % vorübergehend auf einen Restwassergehalt unter 1 % abgesenkt.
- Daran schließt sich die eigentliche Entsäuerungsbehandlung an, bei der die Bücher in einer alkalischen, nichtwässrigen Behandlungslösung getränkt werden. Hierzu wird die Behandlungskammer mit den darin befindlichen Büchern durch die Behandlungslösung vollständig geflutet.
- Nach dem Abpumpen der Behandlungslösung werden im letzten Behandlungsschritt die Bücher nachgetrocknet.

Eine Behandlung in der Massenentsäuerungsanlage dauert 2 bis 3 Tage. Daran schließt sich eine Rekonditionierungsphase an, während der das Material seinen natürlichen Feuchtegehalt aus der Luft wieder aufnimmt. Dieser Prozess ist nach 3–4 Wochen im Allgemeinen abgeschlossen. Auf Grund von Reaktionen des Entsäuerungsmittels mit dem wieder aufgenommenen Wasser dunsten die Materialien in dieser Zeit Ethanol aus.

## Ergebnisse
Durch die Entsäuerung werden die im Papier vorhandenen Säuren vollständig neutralisiert. Dabei wird der am behandelten Papier gemessene pH-Wert in den alkalischen Bereich zwischen 7 und 9 angehoben. Nach der Neutralisation der Säuren verbleibt noch 0,5–2 % überschüssiges Magnesiumkarbonat im Papier, welches die sogenannte alkalische Reserve darstellt. Hiermit ist das Papier gegenüber später entstehenden oder durch Umwelteinflüsse eingebrachten Säuren geschützt. Nach dieser Behandlung ist das Papier wieder ohne Einschränkungen benutzbar und für lange Zeit vor weiteren Säureschäden geschützt.
Versuche mit künstlicher Alterung zeigten, dass sich die Lebensdauer entsäuerter Papiere um den Faktor 4 bis 5 verlängert. 